# Balavoine au Palais des sports
Albums de Daniel Balavoine
Loin des yeux de l'Occident
(1983) Sauver l'amour
(1985)
Balavoine au Palais des sports est un album live de Daniel Balavoine enregistré au Palais des sports de Paris et sorti en 1984. 
Il s'est vendu à environ 300 000 exemplaires. Il existe plusieurs éditions contenant une liste de titres différente par rapport à l'édition vinyle.

## Historique
Ce concert, effectué en septembre 1984, érige le chanteur en vedette pop/rock de ces années 1980, lui que les critiques rocks peinaient pourtant à reconnaître comme tel. L'influence rock est encore plus nette que celle notable dans quelques-uns de ses albums studio. 
Inspiré par les musiques de Peter Gabriel qui fut son idole, Balavoine fit du Palais des sports sa salle fétiche. Il y était déjà venu en vedette en juin 1982, la même année que Johnny Hallyday (qui a longtemps aussi fréquenté l'endroit avant de lui préférer Bercy dans les années 1990). 
À noter que l'occasion de ce grand concert a incité Daniel Balavoine à écrire une chanson, qui paraît non pas sur un album mais en single : Dieu que c'est beau (en hommage à sa compagne, enceinte d'un petit garçon).
Le Palais des sports devait de nouveau accueillir Balavoine en septembre 1986, mais la mort brutale survint en janvier.

## Liste des chansons
Album live 2x33 tours Barclay/Riviera LM Recording System 825 122-1
| No  | Titre                             | Durée |
| --- | --------------------------------- | ----- |
| 1.  | Lucie                             | 5:58  |
| 2.  | Les petits lolos                  | 4:26  |
| 3.  | Supporter                         | 4:00  |
| 4.  | La vie ne m'apprend rien          | 4:25  |
| 5.  | Vendeurs de larmes                | 5:28  |
| 6.  | Poisson dans la cage              | 3:46  |
| 7.  | Vidéo "Serie Noire"               | 4:04  |
| 8.  | Mon fils ma bataille              | 4:51  |
| 9.  | Partir avant les miens            | 4:55  |
| 10. | Vivre ou survivre                 | 4:23  |
| 11. | Dieu que c'est beau               | 4:11  |
| 12. | Soulève-moi                       | 3:27  |
| 13. | Revolución                        | 6:29  |
| 14. | Pour la femme veuve qui s'éveille | 7:52  |
| 15. | Le Chanteur                       | 5:30  |
| 16. | Je ne suis pas un héros           | 7:42  |
| 17. | Frappe avec ta tête               | 8:04  |

Album disque compact Barclay/Riviera LM Recording System 825 122-2 
| No  | Titre                             | Durée |
| --- | --------------------------------- | ----- |
| 1.  | Lucie                             | 5:58  |
| 2.  | Les petits lolos                  | 4:26  |
| 3.  | La vie ne m'apprend rien          | 4:25  |
| 4.  | Vendeurs de larmes                | 5:28  |
| 5.  | Mon fils ma bataille              | 4:51  |
| 6.  | Partir avant les miens            | 4:55  |
| 7.  | Dieu que c'est beau               | 4:11  |
| 8.  | Revolución                        | 6:29  |
| 9.  | Pour la femme veuve qui s'éveille | 7:52  |
| 10. | Le chanteur                       | 5:30  |
| 11. | Je ne suis pas un héros           | 7:42  |
| 12. | Frappe avec ta tête               | 8:04  |

Album 33 tours Barclay/Polygram 831 283-1  
| No  | Titre                             | Durée |
| --- | --------------------------------- | ----- |
| 1.  | Le Chanteur                       | 5:30  |
| 2.  | Dieu que c'est beau               | 4:11  |
| 3.  | Je ne suis pas un héros           | 7:42  |
| 4.  | Poisson dans la cage              | 3:46  |
| 5.  | Lucie                             | 5:58  |
| 6.  | Mon fils, ma bataille             | 4:51  |
| 7.  | Vendeurs de larmes                | 5:28  |
| 8.  | Pour la femme veuve qui s'éveille | 7:52  |
| 9.  | Partir avant les miens            | 4:55  |
| 10. | Les petits lolos                  | 4:26  |